# Zastînca, Soroca
Zastînca este un sat din raionul Soroca, Republica Moldova.

## Demografie

### Structura etnică
Structura etnică a satului conform recensământului populației din 2004:
| Grup etnic         | Populație | % Procentaj |
| ------------------ | --------- | ----------- |
| Moldoveni / Români | 2.225     | 96,4%       |
| Ucraineni          | 44        | 1,91%       |
| Ruși               | 35        | 1,52%       |
| Bulgari            | 3         | 0,13%       |
| Alții              | 1         | 0,04%       |
| Total              | 2.308     | 100%        |

## Administrație și politică
Componența Consiliului local Zastînca (11 consilieri), ales la 5 noiembrie 2023, este următoarea:
|  | Partid                                       | Consilieri | Componență | Componență | Componență | Componență | Componență | Componență | Componență |
|  | -------------------------------------------- | ---------- | ---------- | ---------- | ---------- | ---------- | ---------- | ---------- | ---------- |
|  | Partidul Socialiștilor din Republica Moldova | 7          |            |            |            |            |            |            |            |
|  | Partidul Acțiune și Solidaritate             | 2          |            |            |            |            |            |            |            |
|  | Partidul Comuniștilor din Republica Moldova  | 1          |            |            |            |            |            |            |            |
|  | Platforma Demnitate și Adevăr                | 1          |            |            |            |            |            |            |            |

## „Rîpa lui Bechir”

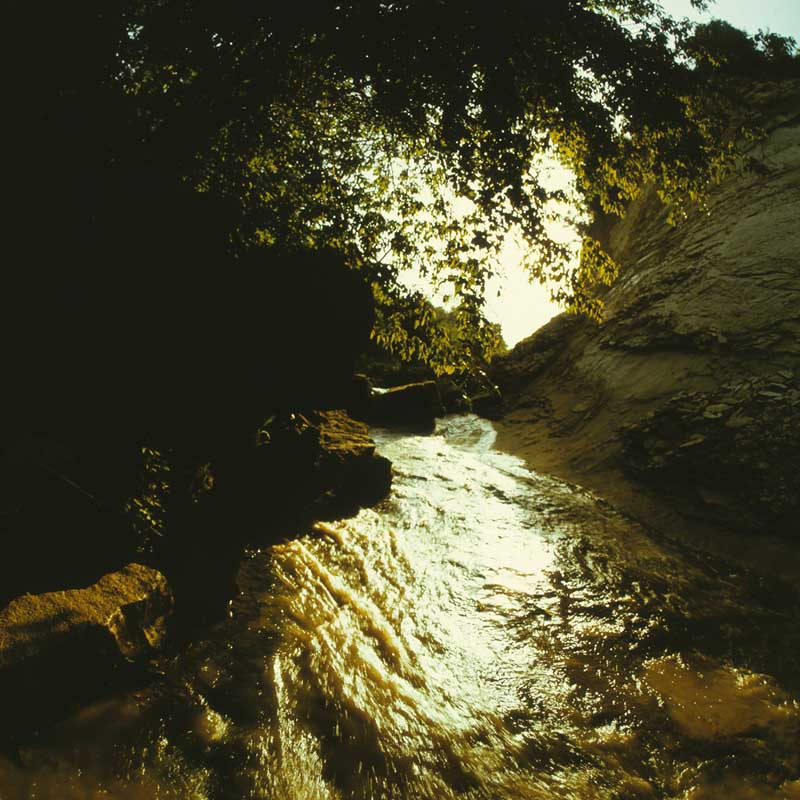
Monumentul natural „Rîpa lui Bechir”, amplasat lîngă comuna Zastînca, imagine din 1980.
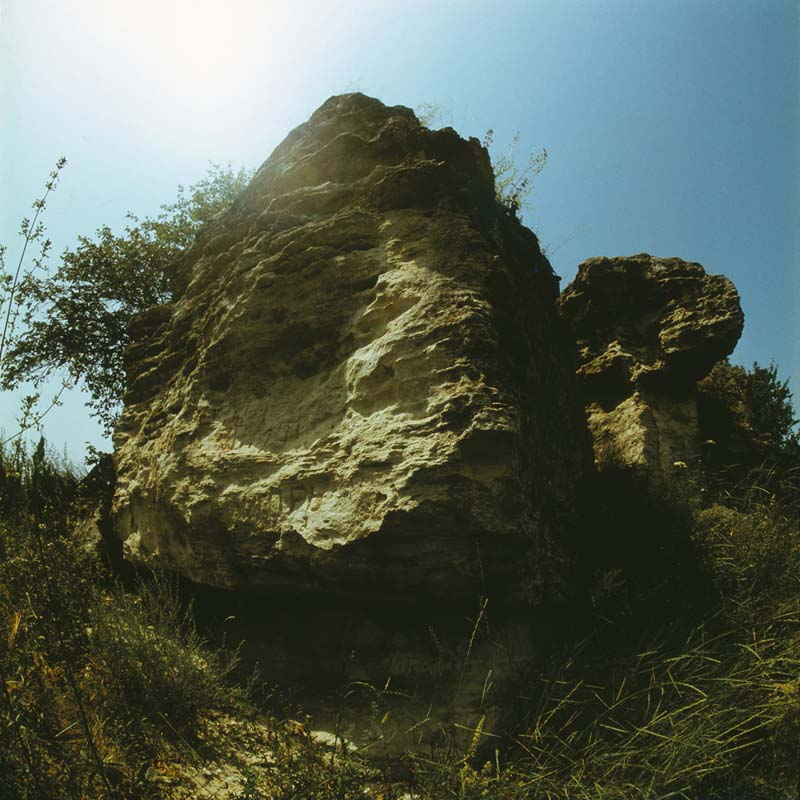